# Premio Rachel Carson
Il Premio Rachel Carson è un premio internazionale che ha come obiettivo di ricompensare le donne che hanno contribuito a proteggere l'ambiente.

## Storia
Il premio è stato creato nel 1991 a Stavanger in memoria della biologa marina Rachel Carson. Nel 1989 durante una conferenza a Stavanger, la ricercatrice e politica norvegese Berit Ås si accorse che il pubblico non conosceva l'opera della biologa statunitense, decise pertanto di cedere la sua  ricompensa per la partecipazione alla conferenza, a un fondo che desse vita a un premio in onore di Rachel Carson. Altre 3 conferenziere seguirono il suo esempio, Else Olsen, Brit Skjærvø e Venke Helene Thorsen.
Il premio è biennale e consiste in una ricompensa in denaro e una statuetta che rappresenta un cormorano.

## Vincitrici
- 1991: Sidsel MørcK
- 1993: Bergljot Børresen
- 1995: Anne Grieg
- 1997: Berit Ås
- 1999: Theo Colborn
- 2001: Renate Künast
- 2003: Åshild Dale
- 2005: Malin Falkenmark
- 2007: Sheila Watt-Cloutier[2]
- 2009: Marie-Monique Robin
- 2011: Marilyn Mehlmann
- 2013: Sam Fanshawe
- 2015: Mozhgan Savabieasfahani
- 2017: Sylvia Earle
- 2019: Greta Thunberg[3]
- 2021: Maja Lunde